# Карбонита
Карбонита (порт. Carbonita) — муниципалитет в Бразилии. входит в штат Минас-Жерайс. Составная часть мезорегиона Жекитиньонья. Входит в экономико-статистический микрорегион Капелинья, который входит в Жекитиньонья. Население составляет 9538 человек на 2006 год. Занимает площадь 1454,935 км². Плотность населения — 6,6 чел./км².

## История
Город основан 3 марта 1963 года.

## Статистика
- Валовой внутренний продукт на 2003 год составляет 23 332 712,00 реалов (данные: Бразильский институт географии и статистики).
- Валовой внутренний продукт на душу населения на 2003 год составляет 2515,39 реалов (данные: Бразильский институт географии и статистики).
- Индекс развития человеческого потенциала на 2000 год составляет 0,679 (данные: Программа развития ООН).